# Roark Critchlow
Roark Grand Critchlow (* 11. Mai 1963 in Calgary, Alberta, Kanada) ist ein kanadischer Schauspieler, der durch seine Rolle als Dr. Mike Horton in Zeit der Sehnsucht (1994–1999) bekannt wurde.

## Leben
Critchlow spielte unter anderem von 1994 bis 1999 in der US-amerikanischen Seifenoper Zeit der Sehnsucht mit. 2010 kehrte er für eine Episode zur Serie zurück und schlüpfte in seine alte Rolle als Dr. Mike Horton.
Roark ergatterte noch zahlreiche Nebenrolle, wie zum Beispiel beim Fernsehfilm The Perfect Husband, bei der Nickelodeon-Serie Drake & Josh als Dr. Glazer, bei Zoey 101 als Jamie Lynn Spears’ Vater, bei Mr. Deeds mit Adam Sandler sowie in den Fernsehshows Malcolm mittendrin, Entourage, Charmed – Zauberhafte Hexen, Highlander, Afterworld, Friends und Battlestar Galactica. Außerdem erschien er 2009 im Film Hydra, neben Sean Trotta.
Critchlow bekam eine wiederkehrende Rolle in V – Die Besucher und Pretty Little Liars als Tom Marin, Hannas Vater.
Roark Critchlow wurde in Calgary, Alberta, Kanada geboren. Dort studierte er Theater an der University of Victoria. Von 1990 bis 2006 war er mit Maria Brewer verheiratet, mit der er Making at Home produzierte. Aus der Ehe gingen drei Kinder hervor: Jara Shea, Reign und Credence.

## Filmografie (Auswahl)

### Film
- 2002: Mr. Deeds
- 2004: Passions (Fernsehserie), als Dr. Ackland
- 2004: The Perfect Husband: The Larci Peterson Story (Fernsehfilm)
- 2005: Island of Beasts (Komodo vs. Cobra, Fernsehfilm)
- 2006: Kampf der Maschinen (Shockwave, Fernsehfilm)
- 2007: The Bone Eater (TV)
- 2008: Shark Swarm – Angriff der Haie (Shark Swarm, Fernsehfilm)
- 2009: Hydra – The Lost Island (Hydra, Fernsehfilm)
- 2012: Nightbreakers – Vampire Nation (True Bloodhirst)
- 2012: Das Ende der Welt – Die 12 Prophezeiungen der Maya (The 12 Disasters of Christmas, Fernsehfilm)
- 2013: Space Soldiers

### Fernsehserien
- 1994: Highlander (1 Episode)
- 1996: Friends (2 Episoden)
- 2001: Charmed – Zauberhafte Hexen (Charmed, 1 Episode)
- 2004, 2005: Drake & Josh (4 Episoden)
- 2005: Entourage (1 Episode)
- 2005, 2008: Zoey 101 (2 Episoden)
- 2006: Malcolm mittendrin (Malcolm in the Middle, 1 Episode)
- 2007: Afterworld (8 Episoden)
- 2009: Battlestar Galactica (2 Episoden)
- 2009–2011: V – Die Besucher (V, 15 Episoden)
- 2010–2015: Pretty Little Liars (12 Episoden)
- 2013: Republic of Doyle – Einsatz für zwei (Republic of Doyle, 1 Episode)
- 2015: Murdoch Mysteries (Episode 9x06)